# Almonacid del Marquesado
Almonacid del Marquesado – gmina w Hiszpanii, w prowincji Cuenca, w Kastylii-La Mancha, o powierzchni 47,15 km². W 2011 roku gmina liczyła 469 mieszkańców.